# Enki Catena

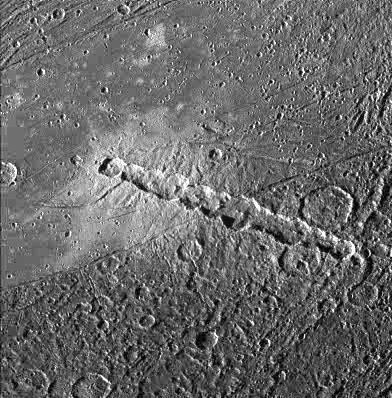
Enki Catena, eine Kraterkette auf dem Jupitermond Ganymed; Norden ist rechts unten

Enki Catena ist eine 160 km lange Kraterkette auf dem größten Jupitermond Ganymed. Sie besteht aus mindestens 13 Einschlagkratern, die fast in gerader Linie angeordnet sind. Sie ist nach dem sumerischen Gott Enki benannt.

## Lage
Die Position von Enki Catena ist 39° Nord, 14° West. Sie liegt zwischen dem Ostteil der kraterreichen Perrine Regio und dem helleren, Grabensystem Sicyon Sulcus, von dem einige Furchen im Bild links oben zu erkennen sind. Der Einschlag hat aber mit dieser tektonischen Struktur nicht direkt zu tun.

## Entstehung
Entstanden ist die Kraterkette durch den Einschlag eines einige Kilometer großen Gesteinskörpers, der kurz vor dem Auftreffen auf der Mondoberfläche in mehrere Teile zerfiel. Die einzelnen Krater haben Durchmesser von 10 km oder mehr, was auf eine Größe der Einzelteile von 0,5 bis 1 km hindeutet. Ob es in der Frühzeit des Mondes ein Kometenkern oder ein poröser kleiner Asteroid war, ist noch nicht geklärt. Damals gab es zahlreiche Einstürze von Kometenkernen auf Planeten und größeren Monden, wie zuletzt 1994 beim Kometen Shoemaker-Levy 9, der schon länger vor dem Einschlag durch die Gezeitenkräfte des Jupiter zerrissen wurde.

## Andere Kraterketten
Auf Ganymed gibt es noch weitere solcher linienförmiger Kraterketten. Ähnliche Strukturen kennt die Astrogeologie auch auf anderen  planetaren Himmelskörpern, beispielsweise die Gipul Catena auf Ganymeds äußerem Nachbarmond Kallisto (ebenfalls eine gerade Kette von Impaktkratern).
Auch auf dem Erdmond gibt es ähnliche Strukturen. Dort können sie allerdings auch tektonischen oder vulkanischen Ursprungs sein, etwa als Überreste zusammengebrochener Lavaröhren. Für die Enki Catena ist letzteres aber nicht anzunehmen, weil das Krustenmaterial Ganymeds wesentlich poröser als beim Erdmond ist.